# سندرم شوگرمن
سندرم شوگرمن (انگلیسی: Sugarman syndrome) یک اختلال ژنتیکی نادر است که با عنوان سندرم دهانی-چهره‌ای-انگشتی نوع ۳ هم شناخته می‌شود و یکی از ده اختلال ژنتیکی مرتبط با تکامل دهان محسوب می‌شود.
این بیماری نام‌های دیگری هم دارد: کوتاهی انگشتان دست و پا به همراه مضاعف‌شدنِ انگشت شست پا، برادی‌داکتیلی شوگرمن و کوتاهی انگشتان دست و پا با کوتاه‌شدگی بند انگشت‌های اول اصلی.